# Waldthurn
Waldthurn est une commune de Bavière (Allemagne), située dans l'arrondissement de Neustadt an der Waldnaab, dans le district du Haut-Palatinat.

## Villages de la commune
- Albersrieth
- Bernrieth
- Brunnhof
- Frankenrieth
- Goldbrunn
- Irlhof
- Kühbachhof
- Lennesrieth
- Oberbernrieth
- Oberfahrenberg
- Ottenrieth
- Sandbachhöf
- Spielberg
- Unterfahrenberg
- Wampenhof
- Woppenrieth
- Mangelsdorf
- Buch
- Lindnermühle
- Maienfeld